# Cerco de Cartum

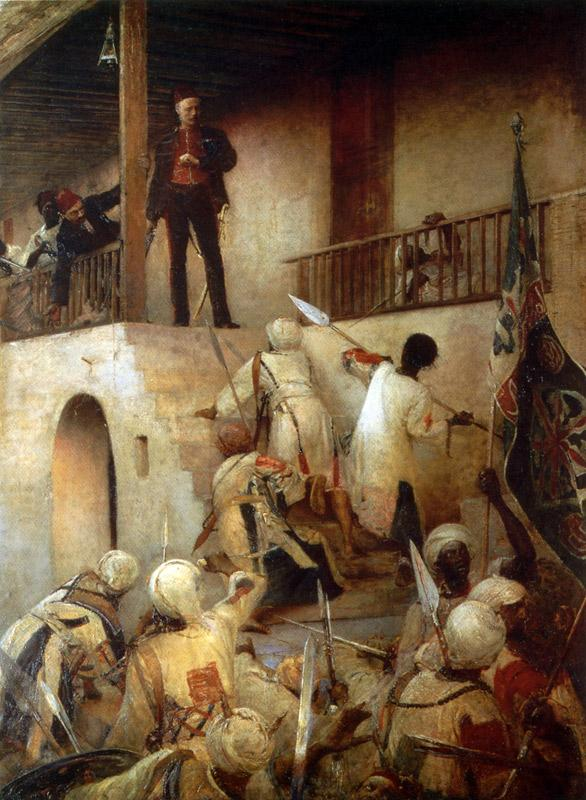

Cerco de Cartum, ou Batalha de Cartum, ou ainda Queda de Cartum foi a conquista de Cartum sob controle egípcio pelas forças Madistas lideradas por Muhammad Ahmad. O Egito controlou a cidade por algum tempo, mas o cerco que os Madistas planejaram e executaram de 13 de março de 1884 a 26 de janeiro de 1885 foi o suficiente para tirar o controle da administração egípcia. Depois de um cerco de dez meses, quando os Madistas finalmente invadiram a cidade, toda a guarnição de soldados egípcios foi morta junto com 4.000 civis sudaneses.
Desde a Guerra Anglo-Egípcia de 1882, a presença militar britânica garantiu que o Egito continuasse sendo um protetorado britânico de fato. O Egito também controlava o Sudão, e a administração do Sudão era considerada um assunto doméstico egípcio pelo governo britânico. Coube ao governo do quediva administrar. Como resultado, a supressão da revolta Madista foi deixada para o exército egípcio, que sofreu uma derrota sangrenta nas mãos dos rebeldes Mahdistas em El Obeid, em novembro de 1883. As forças do Madistas capturaram grandes quantidades de equipamento e invadiram grande parte do Sudão, incluindo Darfur e Kordofan. As forças Madistas apoiaram seu autoproclamado Mahdi, Muhammad Ahmad. Ele alegou ser o redentor da nação islâmica e teve o apoio de muitos no Sudão que desejavam a independência de seus governantes egípcios.